# Burji (Sprache)
Burji, auch D'aashinga afay oder D'aashattee, ist eine ostkuschitische Sprache, die von den gleichnamigen Burji in Äthiopien und Kenia gesprochen wird.
Von etwa 90.000 Burji leben heute nur mehr etwa 30.000 in ihrem Stammland in Südäthiopien. Die Mehrheit lebt in anderen Teilen Äthiopiens sowie in Kenia (besonders in Marsabit). Die Burji-Kenntnisse der Burji in den Auswanderergemeinden sind eher gering, während im Stammland das Burji nach wie vor als alltägliches Kommunikationsmittel fungiert.
Wie in jeder kuschitischen Sprache ist die Länge von Vokalen und Konsonanten bedeutungsunterscheidend, beispielsweise bei waala (Kleidung) vs. waalla (Wolke) oder buuda (Rinderhorn) vs. buda (Mensch mit dem bösen Blick).
Das Burji stellt sprachhistorisch ein wichtiges Bindeglied zwischen den hochlandostkuschitischen (HOK) und den tieflandostkuschitischen Sprachen (TOK) dar. Nach Ausweis der Daten ist der nördlichste Zweig des Burji (besonders nördliches Gubba) offenbar stark durch omotische Sprachen, insbesondere Koyra, beeinflusst. Daneben finden sich im gesamten Burji Lehnwörter aus dem Oromo, dem Amharischen und dem Swahili. Genetisch ist das Burji am ehesten in die Nähe des HOK zu stellen. Es hat jedoch kaum an dessen Neuerungen teilgenommen, teilt aber andererseits eine Reihe morphologischer und grammatikalischer Isoglossen wie auch einige Grundwörter mit dem Dullay und dem Konso-Di'rasha (die dem TOK-Zweig angehören), was auf einen langen Kontakt mit diesen Sprachen hindeutet (Sasse 1982: 9ff.). Sasse lehnt deshalb „a strict genealogical tree model“ ab und plädiert für eine „more realistic areal classification of Burji [...] taking phenomena of language contact and areal influence into account“ (Sasse 1982: 11). 1986 spricht er von einer „Sagan language area“ (innerhalb derer das Burji zu sehen ist) „which is characterized by a considerable number of specific phonological grammatical, lexical and semantic isoglosses. In the same area we find a parallel distribution of cultural features. The development and diffusion of linguistic features across language boundaries and even the abandonment of such features can be directly related to the development, diffusion and abandonment of cultural and socio-economic features“ (Sasse 1986: 340).